# The Greatest Show on Earth (band)
The Greatest Show on Earth was een Britse pop/rockband uit de vroege jaren 1970.

## Bezetting
- Garth Watt-Roy[2] (zang, gitaar)
- Norman Watt-Roy[3] (basgitaar)
- Mick Deacon[4] (keyboards)
- Ron Prudence[5] (drums)
- Dick Hanson[6] (trompet)
- Tex Phillpotts[7] (saxofoon)
- Ian Aitchison[8] (saxofoon)
- Ozzie Lane (leadzang, tot 1969)
- Colin Horton-Jennings[9] (zang, fluit, gitaar, vanaf 1969)

De band werd opgericht in 1968 door de broers Garth en Norman Watt-Roy. Leadzanger Ozzie Laine keerde in 1969 terug naar zijn geboortestad New Orleans en werd vervangen door Colin Horton-Jennings.

## Geschiedenis
De band speelde overwegend eigen nummers, die meestal werden geschreven door Horton-Jennings und Norman Watt-Roy. Hun muziek was een mengeling van r&b, soul, jazz en rock en werd door de band gekenmerkt als progressieve rock. Rond de jaarwisseling 1969/1970 kreeg de band een platencontract bij EMI Music's label Harvest Records en bracht in februari 1970 hun eerste single Real Cool World uit, die weliswaar in het Verenigd Koninkrijk geen grote naklank vond, echter wel op het Europese vasteland, vooral in Nederland en Duitsland verkocht de single vrij goed en hun concerten werden ook goed bezocht. Parallel daaraan kwam hun debuut-lp Horizons uit, die niet alleen opviel om muzikale redenen, maar ook wegens de door Hipgnosis artistiek vormgegeven platencover. Derhalve werden ze voor de eerste keer uitgenodigd voor liveoptredens in de Radio One-show van Mike Harding.
Nadat hun in november 1970 uitgebrachte tweede lp The Going's Easy ondanks waardering van de muziekcritici geen groot commercieel succes beschoren was, scheiden zich de wegen van de bandleden al midden 1971. Horton-Jennings zong vervolgens bij bands als Chaser en Taggett, Hanson werkte als sessiemuzikant voor onder andere The Blues Band, Dave Edmunds en Graham Parker en Deacon speelde later bij Vinegar Joe, Suzi Quatro en The Darts. Norman Watt-Roy was medeoprichter van Glencoe en vervolgens lid bij Ian Dury's begeleidingsband The Blockheads.

## Discografie

### Singles
- 1970: Real Cool World / Again and Again
- 1970: Tell the Story / The Mountain Song

### Albums
- 1970: Horizons (Harvest), in 1994 als CD bij Repertoire Records her-uitgebracht
- 1970: The Going's Easy (Harvest)
- 1975: Greatest Show on Earth (Harvest), compilatie uit de eerste beide albums

### NPO Radio 2 Top 2000
Van The Greatest Show on Earth stond alleen Real Cool World in 2000 in de NPO Radio 2 Top 2000, op plek 1463.